# Oecetis koyana
Oecetis koyana är en nattsländeart som beskrevs av Douglas E. Kimmins 1955. Oecetis koyana ingår i släktet Oecetis och familjen långhornssländor. Inga underarter finns listade i Catalogue of Life.